# Клюге, Пер
Пер Клюге (нем. Peer Kluge; 22 ноября 1980, Франкенберг, Германия) — немецкий футболист, полузащитник.

## Карьера
Около шести лет провёл в мёнхенгладбахской «Боруссии».
Летом 2007 года перешёл в «Нюрнберг», подписав в марте предварительное соглашение.
4 января 2010 года перешёл в «Шальке 04».
26 июня 2012 года Клюге подписал 2-летний контракт с берлинской «Гертой».

## Достижения
- Обладатель Кубка Германии: 2010/11
- Обдадатель Суперкубка Германии: 2011